# 泰宁县 (清朝)
泰宁县，中国古县名。
清朝雍正四年（1726年）置，治所在今黑龙江省宁安市。雍正七年（1729年），废。
在宁古塔设置的泰宁县，隶属奉天府，专理汉人民事，与专理满人旗务的宁古塔副都统同城治事（今宁安镇）；因距奉天府甚远，领属不便，1729年5月（清雍正七年四月）裁撤泰宁县。